# Возгриха
Возгриха — деревня в Устюженском районе Вологодской области.
Входит в состав Залесского сельского поселения, с точки зрения административно-территориального деления — в Залесский сельсовет.
Расположена на трассе А8. Расстояние по автодороге до районного центра Устюжны — 25 км, до центра муниципального образования деревни Малое Восное — 5 км. Ближайшие населённые пункты — Залесье, Зыково, Старое Малое.
По переписи 2002 года население — 14 человек.